# Drepanornis
Drepanornis is een geslacht van zangvogels uit de familie paradijsvogels (Paradisaeidae).

## Soorten
Het geslacht kent de volgende soorten:
- Drepanornis albertisi – Geelstaartsikkelsnavel
- Drepanornis bruijnii – Bruijns sikkelsnavel